# Nati il 4 settembre
| Questa pagina contiene informazioni ricavate automaticamente dalle voci biografiche con l'ausilio del template Bio e di un bot. L'aggiornamento è periodico e automatico e ricostruisce completamente la pagina. Se manca una persona in questa lista, sei pregato di non aggiungerla, ma accertati piuttosto che la sua voce biografica contenga il template Bio e che i dati anagrafici siano correttamente compilati. Se il template Bio manca, inseriscilo tu stesso o, in alternativa, metti l'avviso {{tmp\|Bio}} che ne segnala la mancanza. Se i dati riportati sono sbagliati, correggi direttamente la voce biografica; le modifiche saranno visibili in questa lista entro pochi giorni. Per chiarimenti vedi il progetto biografie. La lista contiene solo le 1.109 persone che sono citate nell'enciclopedia e per le quali è stato implementato correttamente il template Bio. Pagina aggiornata al 17 ago 2025. |

## XIII secolo(1)
- 1241 - Alessandro III di Scozia, re († 1286)

## XIV secolo(1)
- 1383 - Amedeo VIII di Savoia, nobile († 1451)

## XV secolo(3)
- 1455 - Henry Stafford, II duca di Buckingham, militare inglese († 1483)
- 1492 - Reinoud III van Brederode, nobile olandese († 1556)
- 1492 - Juan de Vergara, umanista spagnolo († 1557)

## XVI secolo(10)
- 1514 - Piero Machiavelli, militare, avventuriero e marinaio italiano († 1564)
- 1531 - Hans Fugger, banchiere e mercante tedesco († 1598)
- 1557 - Sofia di Meclemburgo-Güstrow, regina († 1631)
- 1560 - Carlo I del Palatinato-Zweibrücken-Birkenfeld, nobile († 1600)
- 1563 - Wanli, imperatore cinese († 1620)
- 1574 - Thomas Gataker, teologo e religioso inglese († 1654)
- 1580 - George Percy, esploratore inglese († 1632)
- 1583 - Jost Hänzenberger, politico svizzero
- 1590 - Giovan Francesco Maia Materdona, poeta italiano († 1650)
- 1596 - Constantijn Huygens, scrittore, diplomatico e compositore olandese († 1687)

## XVII secolo(12)
- 1607 - Candida Xu, filantropa cinese († 1680)
- 1610 - Giovanni Andrea Sirani, pittore e incisore italiano († 1670)
- 1611 - Giorgio III di Brieg, nobile polacco († 1664)
- 1620 - Ernesto Amedeo di Anhalt-Plötzkau, principe tedesco († 1654)
- 1629 - Lorenzo Pasinelli, pittore italiano († 1700)
- 1633 - Pieter Cornelis Verhoek, pittore, scultore e poeta olandese († 1702)
- 1646 - Devota di Monaco, religiosa monegasca († 1722)
- 1647 - Gerard Noodt, giurista olandese († 1725)
- 1649 - Giovanni Cesare Netti, compositore e prete italiano († 1686)
- 1680 - Giovanni Domenico Piastrini, pittore italiano († 1740)
- 1685 - Giovanni Adolfo II di Sassonia-Weissenfels, militare tedesco († 1746)
- 1696 - Giovanni Antonio Ciantar, scrittore e storiografo maltese († 1778)

## XVIII secolo(37)
- 1702 - Legall de Kermeur, scacchista francese († 1792)
- 1710 - Miklós Pálffy de Erdőd, nobile e politico ungherese († 1773)
- 1724 - Giuliana Maria di Brunswick-Lüneburg, regina († 1796)
- 1729 - Luigi Ferdinando di Borbone-Francia, principe francese († 1765)
- 1732 - Jean-Baptiste Nôtre, compositore e organista francese († 1807)
- 1744 - Jean-Frédéric Perregaux, banchiere e politico svizzero († 1808)
- 1745 - Shneur Zalman, rabbino, filosofo e scrittore russo († 1812)
- 1746 - Friedrich Ludwig Benda, direttore d'orchestra, compositore e violinista tedesco († 1792)
- 1746 - Sergej Aleksandrovič Menšikov, nobile e ufficiale russo († 1815)
- 1748 - James Cecil, I marchese di Salisbury, nobile e politico britannico († 1823)
- 1748 - Pietro Zani, scrittore, poeta e critico d'arte italiano († 1821)
- 1755 - Paolo De Filippi, pittore italiano († 1830)
- 1755 - Hans Axel von Fersen, diplomatico e militare svedese († 1810)
- 1758 - François-Joseph Dewandre, architetto e scultore belga († 1835)
- 1762 - Claude Étienne Delvincourt, giurista francese († 1831)
- 1765 - Roger de Damas, generale francese († 1823)
- 1767 - Ferenc József di Koháry, politico e nobile ungherese († 1826)
- 1768 - François-René de Chateaubriand, scrittore, politico e diplomatico francese († 1848)
- 1768 - Adeodato Ressi, economista e patriota italiano († 1822)
- 1770 - Joseph Bernet, cardinale e arcivescovo cattolico francese († 1846)
- 1773 - Giuseppe di Salm-Reifferscheid-Dyck, principe, botanico e scrittore tedesco († 1861)
- 1776 - Guglielmo Ansaldi, patriota italiano († 1851)
- 1776 - Giuseppa Tornielli Bellini, nobildonna italiana († 1837)
- 1783 - Frederic Tudor, mercante statunitense († 1864)
- 1784 - William Pope Duval, politico statunitense († 1854)
- 1784 - Friedrich Jäger von Jaxtthal, oculista austriaco († 1871)
- 1787 - Bonawentura Niemojowski, avvocato, scrittore e politico polacco († 1835)
- 1788 - Samuele Jesi, incisore italiano († 1853)
- 1789 - Charles Gaudichaud-Beaupré, botanico francese († 1854)
- 1790 - Joseph Anton von Maffei, imprenditore e ingegnere tedesco († 1870)
- 1791 - Jan Svatopluk Presl, botanico ceco († 1849)
- 1793 - Edward Bates, politico e avvocato statunitense († 1869)
- 1796 - Peter Fendi, pittore e illustratore austriaco († 1842)
- 1796 - Karl Herwarth von Bittenfeld, generale prussiano († 1884)
- 1798 - Costantino Patrizi Naro, cardinale e arcivescovo cattolico italiano († 1876)
- 1800 - Aleksandr Grigor'evič Kušelev-Bezborodko, nobile e politico russo († 1855)
- 1800 - Paolina di Württemberg, regina tedesca († 1873)

## XIX secolo(153)
- 1802 - Marcus Whitman, medico e missionario statunitense († 1847)
- 1803 - Sarah Polk, first lady statunitense († 1891)
- 1804 - Thomas Walter, architetto statunitense († 1882)
- 1807 - William Ruschenberger, medico, naturalista e ammiraglio statunitense († 1895)
- 1808 - Pinklao, militare siamese († 1866)
- 1809 - Carlo Maria Curci, gesuita e teologo italiano († 1891)
- 1809 - Luigi Federico Menabrea, nobile, ingegnere e generale italiano († 1896)
- 1809 - Juliusz Słowacki, poeta polacco († 1849)
- 1811 - Carlo Gemelli, patriota, storico e letterato italiano († 1886)
- 1812 - John Anthony Winston, politico statunitense († 1871)
- 1814 - Giuseppe Pastori, imprenditore italiano († 1885)
- 1815 - Gioacchino Boyl, ammiraglio e politico italiano († 1892)
- 1815 - John Ogilvy-Grant, VII conte di Seafield, nobile scozzese († 1881)
- 1815 - Andreas Ignatius Schaepman, arcivescovo cattolico olandese († 1882)
- 1816 - François Bazin, compositore francese († 1878)
- 1818 - Jacques François Édouard Hervieux, pediatra e ginecologo francese († 1905)
- 1820 - Tommaso Solari, scultore italiano
- 1821 - Felice Grondona, imprenditore italiano († 1902)
- 1822 - Cesare Guasti, scrittore e filologo italiano († 1889)
- 1823 - William Thomas Collings, nobile britannico († 1882)
- 1824 - Anton Bruckner, compositore austriaco († 1896)
- 1824 - Phoebe Cary, scrittrice statunitense († 1871)
- 1824 - Guglielmo Pucci, militare, ingegnere navale e politico italiano († 1907)
- 1825 - Ričard Karlovič Maak, naturalista, botanico e esploratore russo († 1886)
- 1825 - Dadabhai Naoroji, politico indiano († 1917)
- 1829 - Augusto Elia, patriota, militare e politico italiano († 1919)
- 1829 - Adolf Fick, fisiologo e biofisico tedesco († 1901)
- 1829 - Bernardino Milon, politico e militare italiano († 1881)
- 1831 - Giovanni Visconti Venosta, nobile, patriota e scrittore italiano († 1906)
- 1832 - Antonio Agliardi, cardinale e arcivescovo cattolico italiano († 1915)
- 1832 - Marcelo Azcárraga Palmero, generale e politico spagnolo († 1915)
- 1833 - Serafino Cretoni, cardinale e arcivescovo cattolico italiano († 1909)
- 1833 - Christoph Friedrich Hegelmaier, botanico e medico tedesco († 1906)
- 1833 - Enrico Eugenio Rechiedei, patriota italiano († 1860)
- 1834 - Jenő Doby, pittore, incisore e grafico ungherese († 1907)
- 1834 - Clara Harris, statunitense († 1883)
- 1835 - Francesco Domenico Falcucci, scrittore e linguista italiano († 1902)
- 1836 - Henry D. McDaniel, politico statunitense († 1926)
- 1838 - Gaetano Casati, geografo e esploratore italiano († 1902)
- 1838 - Henry Spalding, architetto britannico († 1910)
- 1840 - Egidio De Maulo, pittore italiano († 1922)
- 1840 - Guglielmo di Orange-Nassau, principe olandese († 1879)
- 1841 - Emil Kautzsch, orientalista tedesco († 1910)
- 1841 - Albert Joseph Moore, pittore e illustratore britannico († 1893)
- 1843 - Ján Levoslav Bella, compositore, direttore d'orchestra e docente slovacco († 1936)
- 1846 - Daniel Burnham, architetto statunitense († 1912)
- 1846 - Tito Buy, patriota e poeta italiano († 1923)
- 1847 - Franz Moroder, politico e poeta austriaco († 1920)
- 1847 - Mariano Panebianco, ingegnere e architetto italiano († 1915)
- 1848 - George Edward Dobson, zoologo irlandese († 1895)
- 1848 - Giustino Fortunato, politico e storico italiano († 1932)
- 1848 - Lewis Latimer, inventore e scienziato statunitense († 1928)
- 1848 - Jennie Lee, attrice statunitense († 1925)
- 1850 - Luigi Cadorna, generale e politico italiano († 1928)
- 1851 - Hans Chiari, patologo austriaco († 1916)
- 1852 - Janko Kersnik, scrittore e politico sloveno († 1897)
- 1852 - Edoardo Mascheroni, direttore d'orchestra e compositore italiano († 1941)
- 1852 - Eilif Peterssen, pittore norvegese († 1928)
- 1853 - Hermann Wissmann, esploratore tedesco († 1905)
- 1854 - Charles Edwin Fripp, pittore e illustratore britannico († 1906)
- 1855 - Charles-Louis Houdard, pittore e incisore francese († 1931)
- 1856 - Adolfo Venturi, storico dell'arte italiano († 1941)
- 1856 - Wilhelm Weingart, naturalista e botanico tedesco († 1936)
- 1857 - Jules Andrade, matematico francese († 1933)
- 1857 - Frank Currier, attore e regista statunitense († 1928)
- 1857 - Zainal Rashid Mu'adzam Shah II di Kedah, sultano malese († 1881)
- 1860 - Mikito Takayasu, oculista giapponese († 1938)
- 1863 - Alfred Rehder, botanico francese († 1949)
- 1865 - Maria Karłowska, religiosa polacca († 1935)
- 1869 - Riccardo Carlesi, vescovo cattolico italiano († 1932)
- 1869 - Karl Seitz, politico e insegnante austriaco († 1950)
- 1870 - Mario Norfini, pittore italiano († 1956)
- 1871 - Julia Cuypers, attrice olandese († 1952)
- 1871 - Harold McGrath, scrittore e sceneggiatore statunitense († 1932)
- 1871 - Sof'ja Vladimirovna Panina, politica, educatrice e filantropa russa († 1956)
- 1871 - Victor Wolf von Glanvell, alpinista, insegnante e scrittore austriaco († 1905)
- 1872 - Pietro Fumasoni Biondi, cardinale e arcivescovo cattolico italiano († 1960)
- 1873 - Achille Calzi, pittore e ceramista italiano († 1919)
- 1873 - Henri Helle, arciere francese († 1901)
- 1874 - Giovanni d'Orléans, francese († 1940)
- 1874 - Ferdinando Ugolotti, medico e psichiatra italiano († 1969)
- 1874 - Aleksandr Vasil'evič Višnevskij, chirurgo sovietico († 1948)
- 1875 - Carolina Isolani, scrittrice e filantropa italiana († 1945)
- 1876 - Ernst Jakob Christoffel, pastore protestante tedesco († 1955)
- 1876 - Giuseppe Godono, cantante italiano († 1963)
- 1876 - Ilka Grüning, attrice austriaca († 1964)
- 1877 - Franz Albert Seyn, militare russo († 1918)
- 1877 - Kārlis Ulmanis, politico lettone († 1942)
- 1878 - Arthur Ramsay, XIV conte di Dalhousie, nobile e ufficiale scozzese († 1928)
- 1879 - Étienne Arnaud, regista e sceneggiatore francese († 1955)
- 1879 - Luigi Trivelli, magistrato e politico italiano († 1949)
- 1880 - Pietro Dodi, partigiano italiano († 1944)
- 1880 - Francis Octavius Grenfell, militare inglese († 1915)
- 1881 - Giacomo Buzzi Reschini, scultore italiano († 1962)
- 1881 - Muhammad VIII al-Amin, sovrano tunisino († 1962)
- 1881 - Max Obal, regista, attore e sceneggiatore tedesco († 1949)
- 1881 - Percy Mayow Ryves, astronomo britannico († 1956)
- 1882 - Leonhard Frank, scrittore tedesco († 1961)
- 1882 - Harold Knerr, fumettista statunitense († 1949)
- 1882 - Alberto Lais, ammiraglio italiano († 1951)
- 1882 - Julius Thomson, canottiere canadese († 1940)
- 1882 - Aleksandr Emel'janovič Volinin, ballerino russo († 1955)
- 1884 - Guillermo Naylor, giocatore di polo argentino († 1976)
- 1884 - Egidio Storaci, direttore d'orchestra e compositore italiano († 1957)
- 1885 - Antonio Bacci, cardinale, arcivescovo cattolico e latinista italiano († 1971)
- 1885 - Adelmo Niccolai, politico e avvocato italiano († 1948)
- 1885 - Vinçenc Prennushi, arcivescovo cattolico e beato albanese († 1949)
- 1886 - Otto Bülte, calciatore tedesco († 1962)
- 1886 - Guy Dollman, zoologo britannico († 1942)
- 1886 - Georg Krogmann, calciatore tedesco († 1915)
- 1887 - Mario Vianello, arcivescovo cattolico italiano († 1955)
- 1887 - Roy William Neill, regista, produttore cinematografico e sceneggiatore irlandese († 1946)
- 1888 - Louise Glaum, attrice statunitense († 1970)
- 1888 - Giuseppe Mancino, militare italiano († 1918)
- 1888 - Oskar Schlemmer, pittore e scultore tedesco († 1943)
- 1889 - Corrado Archibugi, violinista e compositore italiano († 1969)
- 1890 - La Argentina, ballerina spagnola († 1936)
- 1890 - Naima Wifstrand, attrice svedese († 1968)
- 1890 - Michał Rola-Żymierski, generale e politico polacco († 1989)
- 1890 - Lorenzo de Paolis, violoncellista, compositore e direttore d'orchestra italiano († 1965)
- 1891 - Francesco Brach Papa, aviatore italiano († 1973)
- 1891 - Andrea Brezzi, militare e aviatore italiano († 1940)
- 1891 - Mario Corinaldesi, calciatore italiano
- 1891 - Fridolin von Senger und Etterlin, generale tedesco († 1963)
- 1891 - Fritz Todt, ingegnere e generale tedesco († 1942)
- 1892 - Adrian Brunel, regista cinematografico e sceneggiatore inglese († 1958)
- 1892 - Paolo Dore, matematico e geodeta italiano († 1969)
- 1892 - Gerhardus H. Goethart, compositore di scacchi olandese († 1969)
- 1892 - Darius Milhaud, compositore francese († 1974)
- 1892 - Frederik Nanning, compositore di scacchi olandese († 1958)
- 1892 - Helmuth Plessner, filosofo e sociologo tedesco († 1985)
- 1892 - Pete Smith, produttore cinematografico statunitense († 1979)
- 1892 - Franz Sedlacek, allenatore di calcio e calciatore austriaco († 1933)
- 1892 - Vilho Setälä, giornalista, linguista e esperantista finlandese († 1985)
- 1893 - Melchor Fernández Almagro, critico letterario e storiografo spagnolo († 1966)
- 1893 - Robert Poulet, giornalista, critico letterario e scrittore belga († 1989)
- 1894 - Orane Demazis, attrice francese († 1991)
- 1894 - Natalio Rivas, calciatore spagnolo
- 1895 - Xiang Jingyu, politica e attivista cinese († 1928)
- 1896 - Antonin Artaud, drammaturgo, attore e saggista francese († 1948)
- 1896 - Aspasia Manos, principessa greca († 1972)
- 1896 - Ernesto Pontieri, storico italiano († 1980)
- 1896 - Adolphe Reymond, calciatore svizzero († 1976)
- 1896 - Rodolphe Rubattel, politico svizzero († 1961)
- 1896 - Domenico Schierano, ciclista su strada italiano († 1957)
- 1896 - Arthur Tell Schwab, marciatore svizzero († 1945)
- 1897 - Emil Boyson, scrittore, poeta e traduttore norvegese († 1979)
- 1897 - Rosita Levi Pisetzky, storica italiana († 1985)
- 1899 - Carlo Camerlenghi, politico italiano († 1982)
- 1899 - Ida Kamińska, attrice cinematografica polacca († 1980)
- 1899 - Karl Meyer, biochimico tedesco († 1990)
- 1900 - Cyril Hare, scrittore inglese († 1958)
- 1900 - George Hoyningen-Huene, fotografo russo († 1968)

## XX secolo(867)
- 1901 - Paul Osborn, drammaturgo e sceneggiatore statunitense († 1988)
- 1901 - Paolo Paganini, calciatore italiano († 1984)
- 1901 - Alfonso Piccin, ciclista su strada e pistard italiano († 1932)
- 1901 - Robert Tryon, psicologo e statistico statunitense († 1967)
- 1902 - Arthur Hugh Garfit Alston, botanico inglese († 1958)
- 1902 - Lorna Johnstone, cavallerizza britannica († 1990)
- 1902 - William Lyons, imprenditore e designer britannico († 1985)
- 1902 - Jakob Vogt, sollevatore tedesco († 1985)
- 1903 - Anselmo Bersano, musicista italiano († 1998)
- 1903 - Bennie Bonacio, clarinettista, sassofonista e compositore italiano († 1974)
- 1903 - Silvio Milazzo, politico italiano († 1982)
- 1904 - Sabin Carr, astista statunitense († 1983)
- 1904 - Christian-Jaque, regista francese († 1994)
- 1905 - Pietro Balestreri, calciatore italiano
- 1905 - Francesco Berna, politico italiano
- 1905 - Mary Renault, scrittrice britannica († 1983)
- 1905 - Cesare Civita, editore italiano († 2005)
- 1905 - Meade Lux Lewis, pianista e compositore statunitense († 1964)
- 1905 - Ikio Sawamura, attore giapponese († 1975)
- 1905 - Walter Zapp, inventore e imprenditore lettone († 2003)
- 1906 - Silvio Cinquini, matematico italiano († 1998)
- 1906 - Max Delbrück, biofisico tedesco († 1981)
- 1906 - Luis Marín Sabater, calciatore spagnolo († 1974)
- 1906 - Alexander Moyzes, compositore slovacco († 1984)
- 1906 - Dita Parlo, attrice tedesca († 1971)
- 1906 - Vincenzo Poletti, presbitero, antifascista e saggista italiano († 1979)
- 1906 - Hans Schröder, calciatore tedesco († 1970)
- 1907 - Leo Castelli, collezionista d'arte e mercante d'arte italiano († 1999)
- 1907 - Marvin Griffin, politico e generale statunitense († 1982)
- 1907 - Reggie Nalder, attore, cabarettista e ballerino austriaco († 1991)
- 1907 - Henry Palmé, maratoneta svedese († 1987)
- 1907 - Eugenia Elisabetta Ravasio, missionaria e mistica italiana († 1990)
- 1907 - Gino Sansoni, editore e pubblicitario italiano († 1980)
- 1908 - Edward Dmytryk, regista, montatore e produttore cinematografico statunitense († 1999)
- 1908 - János Neu, calciatore, dirigente sportivo e allenatore di calcio ungherese († 1993)
- 1908 - Richard Wright, scrittore statunitense († 1960)
- 1909 - Pepe Biondi, comico argentino († 1975)
- 1909 - František Pelcner, calciatore cecoslovacco († 1985)
- 1909 - Valentin Nikolaevič Pluček, regista sovietico († 2002)
- 1909 - Johannes Willebrands, cardinale e arcivescovo cattolico olandese († 2006)
- 1909 - Eduard Wirths, medico tedesco († 1945)
- 1909 - William H. Ziegler, montatore statunitense († 1977)
- 1910 - Georges Carrier, cestista francese († 1993)
- 1910 - Anthony Celebrezze, politico statunitense († 1998)
- 1910 - Franco Ferrai, artista italiano († 1986)
- 1910 - Remo Giazotto, musicologo, compositore e biografo italiano († 1998)
- 1910 - Eric Keen, calciatore e allenatore di calcio inglese († 1984)
- 1910 - Antal Szabó, calciatore ungherese († 1972)
- 1911 - Shigetaka Katsuhisa, pallanuotista giapponese
- 1911 - Saverio Marotta, ufficiale italiano († 1943)
- 1911 - Enrico Paribeni, archeologo italiano († 1993)
- 1911 - Konstantin Stepanovič Kuzakov, politico e giornalista sovietico († 1996)
- 1913 - Renato Castellani, regista e sceneggiatore italiano († 1985)
- 1913 - Claudio Cianca, partigiano e politico italiano († 2015)
- 1913 - Mickey Cohen, mafioso statunitense († 1976)
- 1913 - Walter D'Odorico, calciatore italiano († 1996)
- 1913 - Stanford Moore, biochimico statunitense († 1982)
- 1913 - Guido Rattoppatore, partigiano italiano († 1944)
- 1913 - Kenzō Tange, architetto e urbanista giapponese († 2005)
- 1914 - Wilhelm Kusserow, tedesco († 1940)
- 1914 - Rudolf Leiding, dirigente d'azienda e imprenditore tedesco († 2003)
- 1914 - Baldo Rossi, musicista italiano († 1978)
- 1914 - Friedl Volgger, politico, giornalista e scrittore italiano († 1997)
- 1915 - Robert Bayot, schermidore belga († 1964)
- 1915 - Estela Canto, scrittrice, giornalista e traduttrice argentina († 1994)
- 1915 - Annamaria Giotto, cestista italiana († 2021)
- 1915 - Harry Larsen, canottiere danese († 1974)
- 1915 - Árpád Lengyel, nuotatore ungherese († 1993)
- 1915 - Rudolf Schock, tenore tedesco († 1986)
- 1916 - Carlo Migliardi, architetto, designer e urbanista italiano († 1999)
- 1916 - Lina Volonghi, attrice teatrale, attrice televisiva e attrice cinematografica italiana († 1991)
- 1917 - Joe Fabel, cestista statunitense († 1967)
- 1917 - Henry Ford II, imprenditore statunitense († 1987)
- 1917 - Pál Maléter, generale ungherese († 1958)
- 1917 - Hilary Mason, attrice britannica († 2006)
- 1917 - Salvo Monica, scultore italiano († 2008)
- 1918 - Paul Harvey, conduttore radiofonico statunitense († 2009)
- 1918 - Bruno Segre, avvocato, giornalista e partigiano italiano († 2024)
- 1918 - Bill Talbert, tennista statunitense († 1999)
- 1918 - Gerald Wilson, trombettista statunitense († 2014)
- 1919 - Émile Bouchard, hockeista su ghiaccio canadese († 2012)
- 1919 - Sante Geminiani, pilota motociclistico italiano († 1951)
- 1919 - Amelia J. Gordon, politica filippina († 2009)
- 1919 - Gualtiero Jacopetti, giornalista e regista italiano († 2011)
- 1919 - Howard Morris, attore, regista e doppiatore statunitense († 2005)
- 1919 - Maria Popescu, criminale rumena († 2004)
- 1919 - Pál Pusztai, fumettista, grafico e illustratore ungherese († 1970)
- 1919 - Phil Terranova, pugile statunitense († 2000)
- 1920 - Carlo Baldini, storico italiano († 2009)
- 1920 - Clemar Bucci, pilota automobilistico argentino († 2011)
- 1920 - Giuseppe Grossi, politico italiano († 2007)
- 1920 - Jackie Holmes, pilota automobilistico statunitense († 1995)
- 1920 - Gottfried Matthaes, inventore e saggista tedesco († 2010)
- 1921 - Jean Duperray, cestista francese († 2016)
- 1921 - Siegfried Landau, direttore d'orchestra e compositore tedesco († 2007)
- 1921 - Leonello Raffaelli, politico italiano († 1998)
- 1921 - Ariel Ramírez, compositore argentino († 2010)
- 1921 - Giovanni Ravasio, partigiano italiano († 2010)
- 1922 - Giuseppe Caleri, calciatore italiano
- 1922 - Rosalio José Castillo Lara, cardinale e arcivescovo cattolico venezuelano († 2007)
- 1922 - Volturno Diotallevi, allenatore di calcio e calciatore italiano († 1994)
- 1922 - Donal Foley, giornalista e editore irlandese († 1981)
- 1922 - Margaret S. Collins, entomologa statunitense († 1996)
- 1922 - Ramón Malla Call, vescovo cattolico spagnolo († 2014)
- 1922 - Walther Reyer, attore austriaco († 1999)
- 1922 - Wladimiro Tulli, pittore italiano († 2003)
- 1922 - René Wohler, cestista svizzero († 2017)
- 1923 - Aldo Brandimarte, calciatore italiano
- 1923 - Mirko Ellis, attore italiano († 2014)
- 1923 - Giuseppe Oberto, alpinista e esploratore italiano († 2018)
- 1923 - Enrico Pasquali, fotografo italiano († 2004)
- 1924 - Joan Aiken, scrittrice britannica († 2004)
- 1924 - Pasquale Balsamo, partigiano e giornalista italiano († 2005)
- 1924 - Antoine Bernheim, banchiere francese († 2012)
- 1924 - Bobby Grim, pilota automobilistico statunitense († 1995)
- 1924 - Mary Bevis Hawton, tennista australiana († 1981)
- 1924 - Theodor Kleine, canoista tedesco († 2014)
- 1924 - Justinas Lagunavičius, cestista sovietico († 1997)
- 1924 - Harold Livingston, scrittore e sceneggiatore statunitense († 2022)
- 1924 - Gualtiero Nepi, politico italiano († 2007)
- 1924 - Helmut Schlesinger, economista tedesco († 2024)
- 1924 - Walter Wager, romanziere, funzionario e giornalista statunitense († 2004)
- 1924 - Astorre Zanolla, calciatore italiano
- 1925 - Leo Apostel, filosofo belga († 1995)
- 1925 - Asa Earl Carter, scrittore e attivista statunitense († 1979)
- 1925 - Giovanni Battista Bronzini, antropologo italiano († 2002)
- 1925 - Elias Hrawi, avvocato e politico libanese († 2006)
- 1925 - John Mackenzie, calciatore scozzese († 2017)
- 1925 - Ruth Sobotka, ballerina, attrice e pittrice statunitense († 1967)
- 1926 - Ivan Illich, scrittore, storico e pedagogista austriaco († 2002)
- 1926 - Karl-Heinz Kunkel, calciatore tedesco († 1994)
- 1926 - Robert J. Lagomarsino, politico statunitense († 2021)
- 1926 - Bert Olmstead, hockeista su ghiaccio canadese († 2015)
- 1926 - Alberto Plebani, attore italiano
- 1926 - Helmut Ringelmann, produttore televisivo tedesco († 2011)
- 1927 - Venerio Cattani, politico e giornalista italiano († 2009)
- 1927 - Michele Di Giesi, sindacalista e politico italiano († 1983)
- 1927 - Peter Kennedy, ex pattinatore artistico su ghiaccio statunitense
- 1927 - John McCarthy, informatico statunitense († 2011)
- 1927 - Antônio Carlos Magalhães, politico e imprenditore brasiliano († 2007)
- 1927 - Sandro Zambetti, giornalista e critico cinematografico italiano († 2014)
- 1927 - Bernardino Zapponi, sceneggiatore italiano († 2000)
- 1928 - Manzoor Hussain Atif, hockeista su prato pakistano († 2008)
- 1928 - Dominique Colonna, calciatore e allenatore di calcio francese († 2023)
- 1928 - Piero Golin, ex calciatore italiano
- 1928 - Ettore Masina, giornalista, scrittore e politico italiano († 2017)
- 1928 - James Steven Rausch, vescovo cattolico statunitense († 1981)
- 1928 - Dick York, attore statunitense († 1992)
- 1929 - Guido Lollobrigida, attore italiano († 2013)
- 1929 - Elizabeth Roemer, astronoma statunitense († 2016)
- 1930 - Don Ackerman, cestista statunitense († 2011)
- 1930 - Robert Arneson, scultore e insegnante statunitense († 1992)
- 1930 - František Bass, poeta cecoslovacco († 1944)
- 1930 - Andrea Mariano Magrassi, arcivescovo cattolico italiano († 2004)
- 1930 - Paolo Pasotto, pittore e scultore italiano († 2015)
- 1930 - Jerry Ragovoy, paroliere, produttore discografico e compositore statunitense († 2011)
- 1930 - Ali Akbar Tabatabaei, funzionario iraniano († 1980)
- 1930 - Francesco de Franchis, giurista italiano († 2009)
- 1931 - Antoine Bonifaci, calciatore francese († 2021)
- 1931 - Anthony de Mello, gesuita, scrittore e psicoterapeuta indiano († 1987)
- 1931 - Mitzi Gaynor, attrice, ballerina e cantante statunitense († 2024)
- 1931 - Rupert Hollaus, pilota motociclistico austriaco († 1954)
- 1931 - Roberto Parisi, imprenditore italiano († 1985)
- 1931 - Cecilia Zupancich, ex cestista italiana
- 1932 - Carlos Romero Barceló, politico portoricano († 2021)
- 1932 - Gordon Davies, calciatore inglese († 2020)
- 1932 - Pasquale Mistretta, ingegnere italiano
- 1932 - Gianni Sandri, ex calciatore italiano
- 1932 - Giorgio Terni, fantino italiano († 2000)
- 1933 - Richard S. Castellano, attore statunitense († 1988)
- 1933 - Antonio Domínguez, calciatore spagnolo († 2008)
- 1934 - Tony Book, calciatore e allenatore di calcio britannico († 2025)
- 1934 - Ėduard Chil', baritono sovietico († 2012)
- 1934 - Giovanni Colonna, archeologo italiano
- 1934 - Clive Granger, economista e statistico britannico († 2009)
- 1934 - Carlos Griguol, allenatore di calcio e calciatore argentino († 2021)
- 1934 - Juraj Herz, regista slovacco († 2018)
- 1934 - Ronald Ludington, pattinatore artistico su ghiaccio statunitense († 2020)
- 1934 - Antoine Redin, allenatore di calcio e calciatore francese († 2012)
- 1934 - Cino Ricci, telecronista sportivo e ex velista italiano
- 1934 - Sharif Zaid Ibn Shaker, generale e politico giordano († 2002)
- 1934 - Jan Švankmajer, regista, sceneggiatore e animatore ceco
- 1935 - Vitalij Kanevskij, regista e sceneggiatore russo
- 1935 - Renata Pisu, giornalista, scrittrice e traduttrice italiana
- 1935 - Kazuko Sakamoto, nuotatrice giapponese
- 1935 - Lawrence West, ex canottiere canadese
- 1936 - Ikki Kajiwara, fumettista giapponese († 1987)
- 1936 - Ubirajara Motta, calciatore brasiliano († 2021)
- 1936 - Judea Pearl, informatico israeliano
- 1936 - Federico Sacchi, calciatore argentino († 2023)
- 1936 - Ben Warley, cestista statunitense († 2002)
- 1936 - Yoshihisa Yoshikawa, tiratore a segno giapponese († 2019)
- 1937 - Les Allen, allenatore di calcio e ex calciatore inglese
- 1937 - Dawn Fraser, ex nuotatrice e politica australiana
- 1937 - Malcolm Spence, velocista sudafricano († 2010)
- 1938 - Francesco Auleta, politico italiano
- 1938 - Robert Carmody, pugile statunitense († 1967)
- 1938 - John Darmanin, ex calciatore maltese
- 1938 - Leonard Frey, attore statunitense († 1988)
- 1938 - Shen Dali, scrittore e politico cinese
- 1938 - Rolf Wüthrich, calciatore svizzero († 2004)
- 1939 - Marta Aura, attrice messicana († 2022)
- 1939 - Mario Casoni, ex pilota automobilistico e imprenditore italiano
- 1939 - Jan Halldoff, regista e sceneggiatore svedese († 2010)
- 1939 - John Kennedy, ex calciatore nordirlandese
- 1939 - Valentina Lanfranchi, politica italiana
- 1939 - Achille Mauri, editore italiano († 2023)
- 1939 - Gabriele Rumi, imprenditore italiano († 2001)
- 1940 - Giulietto Chiesa, giornalista e politico italiano († 2020)
- 1940 - Luigi Garagna, ex calciatore italiano
- 1940 - James Gibson, ex calciatore nordirlandese
- 1940 - Werner Girke, ex mezzofondista tedesco
- 1940 - Arpad Kertesz, fotografo, modello e attore italiano († 2016)
- 1940 - Paolo Poeti, regista e sceneggiatore italiano
- 1940 - Roger Strickland, cestista statunitense († 2011)
- 1941 - Pat Barrett, wrestler irlandese († 2021)
- 1941 - Umberto Curi, filosofo italiano
- 1941 - Ken Harrelson, ex giocatore di baseball, conduttore radiofonico e conduttore televisivo statunitense
- 1941 - Mario Jannarilli, calciatore italiano († 2002)
- 1941 - Kenneth Kimmins, attore statunitense
- 1941 - Petr Král, scrittore e poeta ceco († 2020)
- 1941 - Lincoln Phillips, allenatore di calcio e ex calciatore trinidadiano
- 1941 - Werner Rügemer, giornalista e scrittore tedesco
- 1941 - Aleksandăr Šalamanov, sciatore alpino, calciatore e pallavolista bulgaro († 2021)
- 1942 - Bob Filner, politico statunitense († 2025)
- 1942 - Raymond Floyd, golfista statunitense
- 1942 - Jerry Jarrett, imprenditore e wrestler statunitense († 2023)
- 1943 - Michael Ash, ex calciatore inglese
- 1943 - Giuseppe Gentile, ex triplista e lunghista italiano
- 1943 - Renato Grignaschi, fotografo italiano († 2024)
- 1943 - Ljubomir Mihajlović, ex calciatore jugoslavo
- 1943 - Marino Niola, antropologo, giornalista e divulgatore scientifico italiano
- 1943 - Annico Pau, politico italiano
- 1943 - Albert J. Raboteau, storico statunitense († 2021)
- 1943 - Hans Peter Rohr, ex sciatore alpino svizzero
- 1944 - Anthony Barnes Atkinson, economista britannico († 2017)
- 1944 - Gene Parsons, musicista statunitense
- 1944 - Babacar Seck, ex cestista senegalese
- 1944 - Michael Wynne, manager statunitense
- 1945 - Pentti Airikkala, pilota di rally finlandese († 2009)
- 1945 - Paolo Baroni, attore italiano
- 1945 - Esmeralda Barros, attrice brasiliana († 2019)
- 1945 - Giorgio Dell'Arti, giornalista, scrittore e conduttore radiofonico italiano
- 1945 - Danny Gatton, chitarrista statunitense († 1994)
- 1945 - Bill Kenwright, attore, produttore teatrale e dirigente sportivo britannico († 2023)
- 1945 - Martín Marrero, allenatore di calcio e ex calciatore spagnolo
- 1945 - Giorgio Medail, giornalista, conduttore televisivo e conduttore radiofonico italiano († 2011)
- 1945 - Philippe Rousselot, direttore della fotografia francese
- 1945 - Afërdita Tusha, tiratrice a segno albanese († 2018)
- 1945 - Mino Vignolo, giornalista italiano
- 1946 - Liz Greene, astrologa e psicologa britannica
- 1946 - Anatolij Sergeevič Kulikov, generale e politico russo
- 1946 - Dave Liebman, flautista e sassofonista statunitense
- 1946 - Aleksandr Pankratov, regista sovietico († 2024)
- 1946 - Harry Vos, calciatore olandese († 2010)
- 1947 - Paolo Bürgi, architetto del paesaggio svizzero
- 1947 - Ryōji Chūbachi, imprenditore giapponese
- 1947 - Torquato Ciriaco, avvocato italiano († 2002)
- 1947 - Pierantonio Clementi, ex biatleta italiano
- 1947 - Lee Byeong-guk, ex cestista e allenatore di pallacanestro sudcoreano
- 1947 - Jeffrey Satinover, psichiatra statunitense
- 1947 - Kōichi Yamamoto, politico giapponese († 2023)
- 1948 - Michael Berryman, attore statunitense
- 1948 - Stefania Casini, attrice, giornalista e regista italiana
- 1948 - Giuseppe Lazzarini, politico italiano
- 1948 - Anders Åberg, attore svedese († 2020)
- 1949 - Daniel Leclercq, allenatore di calcio e calciatore francese († 2019)
- 1949 - Dado Topić, cantante croato
- 1949 - Willie Vassallo, calciatore maltese († 2025)
- 1949 - Tom Watson, golfista statunitense
- 1949 - David Allen Zubik, vescovo cattolico statunitense
- 1950 - Gianfranco Canali, storico italiano († 1998)
- 1950 - Giorgio Leoni, allenatore di calcio e ex calciatore sammarinese
- 1950 - Federico Salas-Guevara, politico peruviano († 2021)
- 1951 - Gabriele Albonetti, politico italiano
- 1951 - Santi Consolo, ex magistrato italiano
- 1951 - Judith Ivey, attrice, cantante e regista statunitense
- 1951 - Gabriele Matricciani, allenatore di calcio e ex calciatore italiano
- 1951 - Kevin Stacom, ex cestista e allenatore di pallacanestro statunitense
- 1951 - Marita Ulvskog, politica svedese
- 1951 - Delores Ziegler, mezzosoprano statunitense
- 1952 - Alan Blumenfeld, attore statunitense
- 1952 - Ilvo Diamanti, sociologo e politologo italiano
- 1952 - Roberto Giuffrida, ex pallamanista e allenatore di pallamano italiano
- 1952 - Evgenija Glušenko, attrice russa
- 1952 - Rishi Kapoor, attore indiano († 2020)
- 1952 - Tom Maher, allenatore di pallacanestro australiano
- 1952 - Nelson Marcenaro, calciatore uruguaiano († 2021)
- 1952 - Joseph Ngô Quang Kiệt, arcivescovo cattolico vietnamita
- 1952 - Jim Schoenfeld, dirigente sportivo, allenatore di hockey su ghiaccio e ex hockeista su ghiaccio canadese
- 1952 - Ray Seales, ex pugile statunitense
- 1952 - Gerardo Trisolino, poeta, scrittore e critico letterario italiano
- 1953 - Vittorio Bestoso, doppiatore e direttore del doppiaggio italiano († 2023)
- 1953 - Ricky Calzada, ex cestista portoricano
- 1953 - Maurizio Montalbini, sociologo e speleologo italiano († 2009)
- 1953 - Loris Roggia, copilota di rally italiano († 2003)
- 1953 - Michael Stean, scacchista britannico
- 1953 - Fatih Terim, dirigente sportivo, allenatore di calcio e ex calciatore turco
- 1953 - Patrizio Vanessi, artista italiano
- 1953 - Carlos Alberto de Pinho Moreira Azevedo, vescovo cattolico portoghese
- 1954 - Steve August, ex giocatore di football americano statunitense
- 1954 - Carmen Boullosa, scrittrice, poetessa e drammaturga messicana
- 1954 - Oscar Brenifier, filosofo francese
- 1954 - Umberto Broccoli, archeologo, autore televisivo e conduttore radiofonico italiano
- 1954 - Isabelle Durant, politica belga
- 1954 - Rosa Quelopana, ex cestista peruviana
- 1954 - Libor Rouček, politico ceco
- 1955 - David Broza, cantante e cantautore israeliano
- 1955 - Bruno Colella, regista, attore e drammaturgo italiano
- 1955 - Pino Corrias, giornalista e scrittore italiano
- 1955 - Alastair Hignell, ex rugbista a 15, crickettista e giornalista britannico
- 1955 - Rick Meyer, ex tennista statunitense
- 1955 - Brian Schweitzer, politico statunitense
- 1956 - Lorenzo Bettarini, ex cestista e allenatore di pallacanestro italiano
- 1956 - Blackie Lawless, cantautore, chitarrista e polistrumentista statunitense
- 1956 - Sergej Šavlo, ex calciatore russo
- 1956 - Nikola Špirić, politico bosniaco
- 1956 - Werner Zirngibl, ex tennista tedesco
- 1957 - Khandi Alexander, attrice, ballerina e coreografa statunitense
- 1957 - Montserrat Candini, politica spagnola († 2024)
- 1957 - Maddalena Crippa, attrice italiana
- 1957 - Alfredo Encalada, ex calciatore ecuadoriano
- 1957 - Mike Moroski, ex giocatore di football americano statunitense
- 1957 - Gabriele Polo, giornalista e scrittore italiano
- 1957 - Mario Vecchi, ex judoka italiano
- 1958 - Massimo Alviti, chitarrista e compositore italiano
- 1958 - Thorsten Becker, scrittore tedesco
- 1958 - Tony Fuller, ex cestista e allenatore di pallacanestro statunitense
- 1958 - Herlé, fumettista e sceneggiatore francese
- 1958 - Jacqueline Hewitt, astrofisica statunitense
- 1958 - George Hurley, batterista statunitense
- 1958 - Marzio Innocenti, ex rugbista a 15, allenatore di rugby a 15 e dirigente sportivo italiano
- 1958 - Renzo Lusetti, politico e dirigente d'azienda italiano
- 1958 - Víctor Ramos, ex calciatore argentino
- 1958 - L. J. Smith, scrittrice statunitense († 2025)
- 1958 - Satoshi Tezuka, allenatore di calcio e ex calciatore giapponese
- 1959 - Fernando Álvez, ex calciatore e allenatore di calcio uruguaiano
- 1959 - Graham Dawe, ex rugbista a 15 e allenatore di rugby a 15 britannico
- 1959 - Robbie Deans, ex rugbista a 15 e allenatore di rugby a 15 neozelandese
- 1959 - Fabrizio Falconi, giornalista e scrittore italiano
- 1959 - Domiziana Giordano, attrice e artista italiana
- 1959 - Armin Kogler, ex saltatore con gli sci austriaco
- 1959 - Eduardo Lara, allenatore di calcio colombiano
- 1959 - Arsenio Luzardo, ex calciatore uruguaiano
- 1959 - Giovanni Marras, politico italiano
- 1960 - Patrick Cocquyt, ex ciclista su strada e ciclocrossista belga
- 1960 - Marco Groppo, ex ciclista su strada italiano
- 1960 - Alessandro Jacchia, dirigente d'azienda, produttore televisivo e sceneggiatore italiano
- 1960 - Laurent Le Boulc'h, arcivescovo cattolico francese
- 1960 - Vincenzo Mastropirro, flautista, compositore e poeta italiano
- 1960 - Jocelyn Moorhouse, regista, sceneggiatrice e produttrice cinematografica australiana
- 1960 - Kim Thayil, chitarrista statunitense
- 1960 - Damon Wayans, attore, comico e sceneggiatore statunitense
- 1961 - Bernard Casoni, allenatore di calcio e ex calciatore francese
- 1961 - Antonio Colella, ex rugbista a 15, allenatore di rugby a 15 e dirigente sportivo italiano
- 1961 - Ted Dewan, scrittore e illustratore britannico
- 1961 - Pier Foschi, batterista, compositore e attore italiano
- 1961 - Manuela Ghizzoni, politica italiana
- 1961 - Giachem Guidon, ex fondista svizzero
- 1961 - Cédric Klapisch, regista e sceneggiatore francese
- 1961 - Nicola Miraglia Del Giudice, magistrato e politico italiano
- 1961 - Enrico Peretti, ex pattinatore di short track italiano
- 1961 - Uğur Polat, attore turco
- 1962 - Jean Brucy, pilota motociclistico e copilota di rally francese
- 1962 - Giampio Devasini, vescovo cattolico italiano
- 1962 - Csilla Hosszú, ex cestista rumena
- 1962 - David Lagercrantz, scrittore e giornalista svedese
- 1962 - Patrice Lagisquet, ex rugbista a 15 e allenatore di rugby a 15 francese
- 1962 - Francesco Mari, politico italiano
- 1962 - Francisco Carlos Martins Vidal, ex calciatore brasiliano
- 1962 - Fanta Régina Nacro, regista burkinabé
- 1962 - Piersandro Pallavicini, scrittore italiano
- 1962 - Antonio Rigopoulos, indologo e traduttore italiano
- 1962 - Amadeus, conduttore televisivo, conduttore radiofonico e showman italiano
- 1962 - Satoru Shibata, dirigente d'azienda giapponese
- 1962 - Leonardo Surro, dirigente sportivo e ex calciatore italiano
- 1962 - Shin'ya Yamanaka, medico giapponese
- 1963 - Tim Aymar, cantante e musicista statunitense († 2023)
- 1963 - Louise Doughty, scrittrice, drammaturga e giornalista britannica
- 1963 - Jan Kristian Fjærestad, ex calciatore norvegese
- 1963 - Odmar Færø, ex calciatore faroese
- 1963 - Bobby Jarzombek, batterista statunitense
- 1963 - Stephan Joho, ex ciclista su strada e pistard svizzero
- 1963 - Umberto Massa, produttore cinematografico italiano
- 1963 - Paolo Paganini, giornalista e conduttore televisivo italiano
- 1963 - John Vanbiesbrouck, ex hockeista su ghiaccio statunitense
- 1963 - Sam Yaffa, bassista finlandese
- 1963 - Candeloro Zamperini, carabiniere italiano († 1997)
- 1964 - Vitalij Ahejev, ex schermidore sovietico
- 1964 - Stefania Dadda, attrice e regista italiana
- 1964 - Ron Edwards, autore di giochi statunitense
- 1964 - Giovanni Gardini, dirigente sportivo italiano
- 1964 - Aleksandra Leonova, ex cestista sovietica
- 1964 - René Pape, basso tedesco
- 1964 - Jim Pirri, doppiatore e attore statunitense
- 1964 - Mervyn Storey, politico britannico
- 1964 - Tomas Sandström, ex hockeista su ghiaccio svedese
- 1964 - Anthony Weiner, politico statunitense
- 1964 - Markus Zimmermann, bobbista tedesco
- 1964 - Robson da Silva, ex velocista brasiliano
- 1964 - Jeffry de Vries, pilota motociclistico olandese
- 1965 - Abdelhamid Abou Zeid, terrorista algerino († 2013)
- 1965 - Richard Cooke, ex calciatore inglese
- 1965 - Marc Degryse, ex calciatore belga
- 1965 - Lillo Firetto, politico italiano
- 1965 - Bowie Lam, cantante, attore e musicista cinese
- 1965 - Sergio Momesso, allenatore di hockey su ghiaccio e ex hockeista su ghiaccio canadese
- 1965 - Mascia Musy, attrice italiana
- 1965 - Mario Patriarca, allenatore di calcio a 5 e ex giocatore di calcio a 5 italiano
- 1965 - Tozé, ex calciatore portoghese
- 1966 - Ian Barford, attore statunitense
- 1966 - Antonella Campagna, politica italiana
- 1966 - Chu Tsai-feng, ex cestista taiwanese
- 1966 - Janka Djagileva, cantautrice e poetessa sovietica († 1991)
- 1966 - Giuseppe Ducrot, scultore italiano
- 1966 - Marek Krajewski, scrittore e filologo classico polacco
- 1966 - Bireli Lagrene, chitarrista francese
- 1966 - Jearl Miles-Clark, ex velocista e mezzofondista statunitense
- 1966 - Gary Neiwand, ex pistard australiano
- 1966 - Massimiliano Palmese, scrittore, poeta e drammaturgo italiano
- 1966 - Jeff Tremaine, regista, produttore televisivo e produttore cinematografico statunitense
- 1967 - Silvio Camboni, fumettista italiano
- 1967 - Lloyd Daniels, ex cestista statunitense
- 1967 - Francesco Fiori, allenatore di calcio e ex calciatore italiano
- 1967 - Marco Gervasio, fumettista italiano
- 1967 - Vicente González, politico statunitense
- 1967 - Theodoros Pahatouridis, ex calciatore greco
- 1967 - Vidadi Rzayev, ex calciatore azero
- 1967 - Gigi Simeoni, fumettista italiano
- 1967 - Bin Ukishima, allenatore di calcio giapponese
- 1968 - Natacha Amal, attrice belga
- 1968 - Anders Bergström, ex fondista svedese
- 1968 - John DiMaggio, attore e doppiatore statunitense
- 1968 - Vaughn Dunbar, ex giocatore di football americano statunitense
- 1968 - Carlette Guidry-White, ex velocista statunitense
- 1968 - Arne Linn, ex calciatore norvegese
- 1968 - Alejandro Mancuso, allenatore di calcio e ex calciatore argentino
- 1968 - Antonio Misiani, politico italiano
- 1968 - Daniel Mudau, ex calciatore sudafricano
- 1968 - Mike Piazza, giocatore di baseball, allenatore di baseball e dirigente sportivo statunitense
- 1968 - Cleto Polonia, allenatore di calcio e ex calciatore italiano
- 1968 - Gavin Smith, giocatore di poker canadese († 2019)
- 1968 - Joey Wright, ex cestista e allenatore di pallacanestro statunitense
- 1968 - Panagiōtīs Xiouroupas, allenatore di calcio e ex calciatore cipriota
- 1969 - Louis Aliot, politico francese
- 1969 - Omar Belatoui, ex calciatore algerino
- 1969 - Robert Briscoe, ex calciatore inglese
- 1969 - Stefano Calabrese, compositore, attore e paroliere italiano
- 1969 - James Cleverly, politico britannico
- 1969 - Ramon Dekkers, thaiboxer olandese († 2013)
- 1969 - Silviano Delgado, ex calciatore messicano
- 1969 - Enrico Fink, musicista e scrittore italiano
- 1969 - Giorgi Margvelashvili, politico georgiano
- 1969 - Đoni Novak, ex calciatore sloveno
- 1969 - Diego Osella, ex cestista argentino
- 1969 - Charlotte Raven, scrittrice, giornalista e anglista britannica († 2025)
- 1969 - Sasha, disc jockey e produttore discografico gallese
- 1969 - Werner Schuster, saltatore con gli sci austriaco
- 1969 - Yūta Sone, attore giapponese
- 1969 - Richard Speight Jr., attore statunitense
- 1969 - Noah Taylor, attore britannico
- 1969 - Va'aiga Tuigamala, rugbista a 13, rugbista a 15 e procuratore sportivo samoano († 2022)
- 1969 - Riichi Ueshiba, fumettista giapponese
- 1969 - Kristen Wilson, attrice statunitense
- 1969 - Fabrizio Zanotti, cantautore e musicista italiano
- 1970 - Igor Cavalera, batterista brasiliano
- 1970 - Gabriele Cerlini, disc jockey e produttore discografico italiano
- 1970 - John Garcia, cantante statunitense
- 1970 - Giuliano Gentilini, allenatore di calcio e ex calciatore italiano
- 1970 - Deni Hines, cantante e attrice australiana
- 1970 - Ivan Iusco, compositore e produttore discografico italiano
- 1970 - Koldo, allenatore di calcio e ex calciatore andorrano
- 1970 - Mr. Marcus, attore pornografico statunitense
- 1970 - Filippo Nogarin, politico italiano
- 1970 - Gudmund Skjeldal, ex fondista norvegese
- 1970 - Ione Skye, attrice britannica
- 1970 - Ferruccio Spinetti, contrabbassista e compositore italiano
- 1971 - Wayne Burnett, allenatore di calcio e ex calciatore inglese
- 1971 - Rossella Carrara, ex giocatrice di curling italiana
- 1971 - Sharlene Cartwright-Robinson, politica e avvocata britannica
- 1971 - Paolo Conti, ex calciatore sammarinese
- 1971 - Bas van de Goor, ex pallavolista e allenatore di pallavolo olandese
- 1971 - Clas André Guttulsrød, ex calciatore norvegese
- 1971 - Mark Knowles, allenatore di tennis e ex tennista bahamense
- 1971 - Lilian Laslandes, allenatore di calcio e ex calciatore francese
- 1971 - Patrik Martinec, allenatore di hockey su ghiaccio, dirigente sportivo e ex hockeista su ghiaccio ceco
- 1971 - Matt Nix, produttore cinematografico, scrittore e regista statunitense
- 1971 - Jorge Racca, ex cestista argentino
- 1971 - Peggy Schwarz, ex pattinatrice artistica su ghiaccio tedesca
- 1971 - Maik Taylor, ex calciatore nordirlandese
- 1971 - John Thierry, giocatore di football americano statunitense († 2017)
- 1971 - Anita Yuen, attrice, modella e doppiatrice cinese
- 1972 - Predrag Gajic, ex calciatore croato
- 1972 - Andrea Guerra, allenatore di calcio e ex calciatore italiano
- 1972 - Frode Hansen, ex calciatore norvegese
- 1972 - Markku Larkio, ex cestista finlandese
- 1972 - Leomacs, fumettista italiano
- 1972 - Daniel Nestor, ex tennista canadese
- 1972 - Carlos Ponce, attore, doppiatore e musicista portoricano
- 1972 - Svante Samuelsson, dirigente sportivo e ex calciatore svedese
- 1972 - Diego del Río, ex tennista argentino
- 1972 - Raimondas Žutautas, allenatore di calcio e ex calciatore lituano
- 1973 - Emiliano Bigica, allenatore di calcio e ex calciatore italiano
- 1973 - Rune Buer Johansen, calciatore norvegese
- 1973 - Jason David Frank, attore e artista marziale statunitense († 2022)
- 1973 - Lee Hodges, allenatore di calcio e ex calciatore inglese
- 1973 - Magnus Johansson, ex hockeista su ghiaccio svedese
- 1973 - Roman Evgen’evič Konoplev, scrittore, politologo e politico russo
- 1973 - Miodrag Pantelić, ex calciatore serbo
- 1973 - Kirill Pirogov, attore e compositore russo
- 1973 - Holly Sampson, ex attrice pornografica e attrice cinematografica statunitense
- 1973 - Stacy Sanches, modella statunitense
- 1973 - Lidia Șimon, maratoneta e mezzofondista rumena
- 1973 - Wang Su-jin, ex cestista sudcoreana
- 1974 - Rita Atria, italiana († 1992)
- 1974 - Carmit Bachar, ballerina, cantante e attrice statunitense
- 1974 - Stefano Cassetti, attore italiano
- 1974 - Carmen Consoli, cantautrice e polistrumentista italiana
- 1974 - Natalie Diaz, poetessa statunitense
- 1974 - Argel Fucks, allenatore di calcio e ex calciatore brasiliano
- 1974 - Nona Gaye, cantante statunitense
- 1974 - Tomáš Goder, ex saltatore con gli sci ceco
- 1974 - Yasumasa Hatakeyama, pilota motociclistico giapponese
- 1974 - James Monroe Iglehart, cantante, attore e doppiatore statunitense
- 1974 - Taya Kyle, scrittrice e attivista statunitense
- 1974 - Kevin Lockett, ex giocatore di football americano statunitense
- 1974 - Vladimir Maminov, allenatore di calcio e ex calciatore russo
- 1974 - José Luís Peixoto, scrittore, poeta e paroliere portoghese
- 1974 - Mercédesz Stieber, ex pallanuotista e allenatrice di pallanuoto ungherese
- 1974 - Sirly Tiik, atleta paralimpica estone
- 1974 - Michele Venitucci, attore italiano
- 1974 - Bora Zivkovic, ex calciatore danese
- 1975 - Sergio Ballesteros, ex calciatore spagnolo
- 1975 - Mate Čuljak, allenatore di calcio a 5 e giocatore di calcio a 5 croato († 2017)
- 1975 - Mikhail Mamleev, orientista russo
- 1975 - Mark Ronson, cantante, disc jockey e produttore discografico britannico
- 1975 - Yoani Sánchez, blogger e giornalista cubana
- 1975 - Dominic Seiterle, canottiere canadese
- 1975 - Vincenzo Telesca, politico italiano
- 1975 - Alain Turicchia, ex ciclista su strada italiano
- 1976 - Denílson Martins Nascimento, ex calciatore brasiliano
- 1976 - Aleksej Alekseevič German, regista e sceneggiatore russo
- 1976 - Kirsty Hume, supermodella britannica
- 1976 - Lise Legrand, lottatrice francese
- 1976 - David Littleproud, politico australiano
- 1976 - Rodolphe Marconi, regista francese
- 1976 - Thiago Martins, ex calciatore brasiliano
- 1976 - Iván Massagué, attore spagnolo
- 1976 - Vegard Sannes, ex calciatore norvegese
- 1977 - Awesome Kong, ex wrestler statunitense
- 1977 - Babet, cantante e musicista francese
- 1977 - Abgar Barsom, ex calciatore svedese
- 1977 - Violetta Bellocchio, scrittrice, traduttrice e docente italiana
- 1977 - Claudio Dietrich, ex sciatore alpino austriaco
- 1977 - Jeff Hamilton, ex hockeista su ghiaccio statunitense
- 1977 - Denis Laktionov, ex calciatore russo
- 1977 - Nenad Mirosavljević, ex calciatore serbo
- 1977 - Serhij Perchun, calciatore ucraino († 2001)
- 1977 - Lucie Silvas, cantautrice britannica
- 1978 - Lamont Barnes, ex cestista statunitense
- 1978 - Wes Bentley, attore statunitense
- 1978 - Alice Buonguerrieri, politica italiana
- 1978 - Michalīs Chatzīs, ex calciatore greco
- 1978 - Saeni Daudau, ex calciatore salomonese
- 1978 - Antonia De Gattis, poetessa italiana
- 1978 - Francesco Di Leva, attore italiano
- 1978 - Francesco Filini, politico italiano
- 1978 - Danijel Ljuboja, ex calciatore serbo
- 1978 - Frederik Veuchelen, dirigente sportivo e ex ciclista su strada belga
- 1979 - Maksim Afinogenov, hockeista su ghiaccio russo
- 1979 - Renato Bonajuto, regista teatrale italiano
- 1979 - Fabio Crotta, cavaliere svizzero
- 1979 - Olivier Dokunengo, ex calciatore francese
- 1979 - Dieudonné Dolassem, judoka camerunese
- 1979 - Kerstin Garefrekes, allenatrice di calcio e ex calciatrice tedesca
- 1979 - Max Greenfield, attore statunitense
- 1979 - Han Tae-young, lottatore sudcoreano
- 1979 - Kristina Krepela, attrice e doppiatrice croata
- 1979 - Luka, cantante brasiliana
- 1979 - MC Mong, rapper e cantante sudcoreano
- 1979 - Kōsuke Matsūra, pilota automobilistico giapponese
- 1979 - Dwight Pezzarossi, ex calciatore e politico guatemalteco
- 1979 - Gledson, ex calciatore brasiliano
- 1980 - Rui Baião, ex calciatore portoghese
- 1980 - Michael Beale, allenatore di calcio inglese
- 1980 - Jean Bouli, ex calciatore camerunese
- 1980 - Martin Ericsson, ex calciatore svedese
- 1980 - Rebecca Fiorese, hockeista su ghiaccio italiana
- 1980 - David Garrett, violinista e compositore tedesco
- 1980 - Lim Yo-hwan, videogiocatore sudcoreano
- 1980 - Pat Neshek, giocatore di baseball statunitense
- 1980 - Hitomi Shimatani, cantante giapponese
- 1980 - Sergey Çuykov, ex giocatore di calcio a 5 azero
- 1980 - Mirela Țugurlan, ex ginnasta rumena
- 1981 - Elias Alves da Silva, ex calciatore brasiliano
- 1981 - Stéphane Auvray, ex calciatore francese
- 1981 - Beyoncé, cantautrice, ballerina e attrice statunitense
- 1981 - Richard Garcia, ex calciatore e allenatore di calcio australiano
- 1981 - Ali Gerba, ex calciatore camerunese
- 1981 - Tomáš Hübschman, ex calciatore ceco
- 1981 - Tom Van Imschoot, allenatore di calcio e ex calciatore belga
- 1981 - Lesja Machno, ex pallavolista russa
- 1981 - Lesley Manyathela, calciatore sudafricano († 2003)
- 1981 - Peter Mponda, allenatore di calcio e ex calciatore malawiano
- 1981 - Gilles Rondy, nuotatore francese
- 1981 - Pavel Sof'in, ex pesista russo
- 1981 - Isaac Sopoaga, ex giocatore di football americano samoano americano
- 1981 - Matteo Spippoli, ex cestista italiano
- 1981 - Lacey Sturm, cantante statunitense
- 1981 - Nathan White, ex rugbista a 15 e allenatore di rugby a 15 neozelandese
- 1982 - Lorenzo Balducci, attore italiano
- 1982 - Nazar Baýramow, ex calciatore turkmeno
- 1982 - Giuseppe Buompane, politico italiano
- 1982 - Chen Feilong, giocatore di snooker cinese
- 1982 - Whitney Cummings, comica, attrice e sceneggiatrice statunitense
- 1982 - Lou Doillon, modella, attrice e cantante francese
- 1982 - Flávia Luiza de Souza dos Santos, cestista brasiliana
- 1982 - Mark Gerrard, rugbista a 15 australiano
- 1982 - Hildur Guðnadóttir, violoncellista e compositrice islandese
- 1982 - David Helísek, calciatore ceco
- 1982 - Mark Lewis-Francis, velocista e bobbista britannico
- 1982 - Drapht, rapper australiano
- 1982 - Roberto Serra, ex pattinatore di short track italiano
- 1982 - Ondřej Smetana, allenatore di calcio e ex calciatore ceco
- 1982 - Sarah Solemani, attrice britannica
- 1982 - Adriano Varrica, politico italiano
- 1982 - Fabián Yantorno, allenatore di calcio e ex calciatore uruguaiano
- 1982 - Kim Khan Zaki, kickboxer e thaiboxer singaporiano
- 1983 - Michi Halilovic, ex skeletonista tedesco
- 1983 - Kim Hak-min, pallavolista sudcoreano
- 1983 - Leobardo López, ex calciatore messicano
- 1983 - Andrew McCollum, imprenditore statunitense
- 1983 - Yūichi Nakamaru, cantante e attore giapponese
- 1983 - Guy Pnini, ex cestista israeliano
- 1983 - Dalibor Riccardi, ex calciatore e politico sammarinese
- 1983 - Margit Rüütel, ex tennista estone
- 1983 - Orane Simpson, calciatore giamaicano († 2009)
- 1983 - Armands Šķēle, ex cestista lettone
- 1983 - Mukinayi Tshani, ex calciatore della Repubblica Democratica del Congo
- 1984 - Valeri Alek'sanyan, ex calciatore armeno
- 1984 - Konstantin Barulin, hockeista su ghiaccio russo
- 1984 - Camila Bordonaba, attrice, cantante e regista teatrale argentina
- 1984 - Ramona Maria Ciobanu, ex tuffatrice rumena
- 1984 - Boniek García, ex calciatore honduregno
- 1984 - Aleksandr Kïrov, calciatore kazako
- 1984 - Tetjana Lužans'ka, ex tennista ucraina
- 1984 - Kyle Mooney, comico e attore statunitense
- 1984 - Demetris Nichols, ex cestista statunitense
- 1984 - Gaetano Pecoraro, giornalista e personaggio televisivo italiano
- 1984 - Iva Slišković, ex cestista croata
- 1984 - Thomas Villadsen, ex calciatore danese
- 1985 - Raúl Albiol, calciatore spagnolo
- 1985 - Arnaud Assoumani, atleta paralimpico francese
- 1985 - Mike Brown, ex rugbista a 15 inglese
- 1985 - Christian Burns, cestista statunitense
- 1985 - Jaraun Burrows, cestista bahamense
- 1985 - Yūki Hamamoto, pilota motociclistico giapponese
- 1985 - Kaillie Humphries, bobbista canadese
- 1985 - Nenad Injac, ex calciatore serbo
- 1985 - Chris Kavanagh, arbitro di calcio inglese
- 1985 - Hiroyuki Kōmoto, ex calciatore giapponese
- 1985 - Divaldo Mbunga, ex cestista angolano
- 1985 - Riccardo Meggiorini, ex calciatore italiano
- 1985 - Leonie Meijer, cantante olandese
- 1985 - Walid Mesloub, allenatore di calcio e ex calciatore francese
- 1985 - Brandon Myers, giocatore di football americano statunitense
- 1985 - Princess Chelsea, cantautrice neozelandese
- 1985 - Ri Kwang-chon, ex calciatore nordcoreano
- 1986 - Danilo Asconeguy, calciatore uruguaiano
- 1986 - Alexandra Borbély, attrice slovacca
- 1986 - Lorenzo Davids, calciatore olandese
- 1986 - Chiara Dedè, calciatrice italiana
- 1986 - Vittoria Ferdinandi, politica e imprenditrice italiana
- 1986 - Stefano Gross, allenatore di sci alpino e ex sciatore alpino italiano
- 1986 - Aaron Hunt, ex calciatore tedesco
- 1986 - Ayumi Kaihori, ex calciatrice giapponese
- 1986 - Charlotte Le Bon, attrice e ex modella canadese
- 1986 - Alyson Le Borges, modella e attrice francese
- 1986 - Samuel Ochoa, ex calciatore statunitense
- 1986 - Kyriakos Paulou, ex calciatore cipriota
- 1986 - Sebastián Prediguer, calciatore argentino
- 1986 - Edson Puch, calciatore cileno
- 1986 - Tyler Smith, ex cestista statunitense
- 1986 - Sun Dan, ginnasta cinese
- 1986 - Temarii Tinorua, calciatore francese
- 1986 - Norbert Tóth, ex cestista ungherese
- 1986 - Pesamino Victor, calciatore samoano americano
- 1986 - Xavier Woods, wrestler statunitense
- 1986 - James Younghusband, ex calciatore filippino
- 1987 - Wesley Blake, wrestler statunitense
- 1987 - Patrick Fabiano, calciatore brasiliano
- 1987 - Brahim Ferradj, ex calciatore algerino
- 1987 - Katri Kulmuni, politica finlandese
- 1987 - Maryna Linčuk, top model bielorussa
- 1987 - Gints Meija, hockeista su ghiaccio lettone
- 1987 - Stefanos Siontīs, ex calciatore greco
- 1987 - Jan Speer, bobbista tedesco
- 1987 - Scott Tolzien, ex giocatore di football americano statunitense
- 1988 - Adelina Boguș, canottiera rumena
- 1988 - Kervin Bristol, ex cestista haitiano
- 1988 - Mustapha Carayol, calciatore gambiano
- 1988 - Rosianne Cutajar, politica maltese
- 1988 - Adam Duvall, giocatore di baseball statunitense
- 1988 - Diego Eli, calciatore brasiliano
- 1988 - Mohamed Faisal, calciatore maldiviano
- 1988 - Ali Fasir, calciatore maldiviano
- 1988 - Ryan Flynn, calciatore scozzese
- 1988 - Georgij Gabulov, ex calciatore russo
- 1988 - Ovidijus Galdikas, ex cestista lituano
- 1988 - J.J. Hickson, ex cestista statunitense
- 1988 - Mayookha Johny, ex triplista e lunghista indiana
- 1988 - Robert Lalthlamuana, calciatore indiano
- 1988 - Hernán Márquez, pugile messicano
- 1988 - Jacinta Monroe, cestista statunitense
- 1988 - Doris Pinčić, attrice, conduttrice televisiva e conduttrice radiofonica croata
- 1988 - Taylor Ritzel, canottiera statunitense
- 1988 - Marcos Riveros, calciatore paraguaiano
- 1988 - Aleksandr Shadrin, calciatore uzbeko († 2014)
- 1988 - Michael Smith, calciatore nordirlandese
- 1988 - Michael Tieber, calciatore austriaco
- 1989 - Marta Bechis, pallavolista italiana
- 1989 - Nigel Bradham, giocatore di football americano statunitense
- 1989 - Jaques Conceição, cestista angolano
- 1989 - Barry Douglas, calciatore scozzese
- 1989 - Roy Eefting, pistard e ciclista su strada olandese
- 1989 - Toarlyn Fitzpatrick, cestista statunitense
- 1989 - Constantin Gângioveanu, ex calciatore rumeno
- 1989 - Yohann Lasimant, ex calciatore francese
- 1989 - Benjamin Francis Leftwich, cantautore britannico
- 1989 - Ricardo Cavalcante Mendes, calciatore brasiliano
- 1989 - Diego Martín Rodríguez, calciatore uruguaiano
- 1989 - Alejandro Silva, calciatore uruguaiano
- 1989 - Andrelton Simmons, giocatore di baseball olandese
- 1989 - Glenn Surgeloose, ex nuotatore belga
- 1990 - James Bay, cantautore e chitarrista britannico
- 1990 - Jevhen Budnik, calciatore ucraino
- 1990 - Konstantin Bulanov, cestista russo
- 1990 - Paula Bzura, pattinatrice di short track polacca
- 1990 - Francisco Castro Gamboa, ex calciatore cileno
- 1990 - Maud Catry, pallavolista belga
- 1990 - Antonio Celentano, giocatore di calcio a 5 italiano
- 1990 - Ol'ha Charlan, schermitrice ucraina
- 1990 - Stefanía Fernández, modella venezuelana
- 1990 - Kammeon Holsey, cestista statunitense
- 1990 - Remi Johansen, calciatore norvegese
- 1990 - Yuria Obara, ex calciatrice giapponese
- 1990 - Israel Sesay, ex calciatore sierraleonese
- 1990 - Dávid Vojvoda, cestista ungherese
- 1990 - Danny Worsnop, cantante e musicista britannico
- 1990 - Chisato Yokota, pallavolista giapponese
- 1991 - Aleksandar Atanasijević, pallavolista serbo
- 1991 - Pavol Bajza, calciatore slovacco
- 1991 - Adrien Bart, canoista francese
- 1991 - Petar Bojić, calciatore serbo
- 1991 - Rohan Chapman-Davies, sciatore freestyle australiano
- 1991 - Jessica Depauli, ex sciatrice alpina austriaca
- 1991 - Brenda Flores, mezzofondista messicana
- 1991 - Carter Jenkins, attore statunitense
- 1991 - Mathieu Michel, calciatore francese
- 1991 - Stévy Nzambé, ex calciatore gabonese
- 1991 - Leonardo Pico, calciatore colombiano
- 1991 - Ben Sweat, ex calciatore statunitense
- 1991 - Anders Zachariassen, pallamanista danese
- 1991 - Marlon de Jesús, calciatore ecuadoriano
- 1992 - Alessio Bernabei, cantante italiano
- 1992 - Eduard Michael Grosu, ciclista su strada rumeno
- 1992 - Sara Hector, sciatrice alpina svedese
- 1992 - Osku Heinonen, cestista finlandese
- 1992 - Layvin Kurzawa, calciatore francese
- 1992 - Kevin Lee, artista marziale misto statunitense
- 1992 - Park Eun-bin, attrice sudcoreana
- 1992 - Gerónimo Poblete, calciatore argentino
- 1992 - Banuve Tabakaucoro, velocista figiano
- 1992 - César Valenzuela, calciatore cileno
- 1992 - Leonardo Wirz, giocatore di football americano svizzero
- 1992 - Kim Ye-ji, tiratrice a segno sudcoreana
- 1992 - Viktoriya Zyabkina, velocista kazaka
- 1993 - Ross Callachan, calciatore scozzese
- 1993 - Yannick Carrasco, calciatore belga
- 1993 - Marco Fichera, schermidore e dirigente sportivo italiano
- 1993 - Hsiang Chun-Hsien, altista taiwanese
- 1993 - Thomas Jaeschke, pallavolista statunitense
- 1993 - David Jonsson, attore britannico
- 1993 - Lucas João, calciatore angolano
- 1993 - Barna Kesztyűs, calciatore ungherese
- 1993 - Joseph Marrero, ex calciatore portoricano
- 1993 - Ryan Martin, calciatore samoano
- 1993 - Rudik Mkrtchyan, lottatore armeno
- 1993 - Lowlow, rapper italiano
- 1993 - Silvia Stibilj, ex pattinatrice artistica a rotelle italiana
- 1993 - Mark Tuan, cantante e rapper statunitense
- 1993 - Lorenzo Vergani, ostacolista italiano
- 1993 - Xu Huiqin, astista cinese
- 1993 - Almir dos Santos, triplista e lunghista brasiliano
- 1993 - Chantal Škamlová, tennista slovacca
- 1994 - Yousif Saeed, calciatore emiratino
- 1994 - Wael Arakji, cestista libanese
- 1994 - Senou Coulibaly, calciatore francese
- 1994 - Kiri Tontodonati, canottiera italiana
- 1994 - JeQuan Lewis, cestista statunitense
- 1994 - Damián Mareco, giocatore di calcio a 5 paraguaiano
- 1994 - Kenneth McEvoy, calciatore irlandese
- 1994 - Jonas Meffert, calciatore tedesco
- 1994 - Enock Sabumukama, calciatore burundese
- 1994 - Sergio Santos Gomes, calciatore brasiliano
- 1994 - Sabina Sharipova, tennista uzbeka
- 1994 - Virginia Torrecilla, ex calciatrice spagnola
- 1994 - Adam Vlkanova, calciatore ceco
- 1994 - Jacob Wiley, cestista statunitense
- 1994 - Pāvels Švecovs, pentatleta lettone
- 1995 - Laurens De Plus, ciclista su strada belga
- 1995 - Taxiarchīs Fountas, calciatore greco
- 1995 - Jeremiah Hill, cestista statunitense
- 1995 - Toni Kanaet, taekwondoka croato
- 1995 - Lau King, calciatore mozambicano
- 1995 - Niko Kirwan, calciatore neozelandese
- 1995 - Peter Makrillos, calciatore australiano
- 1996 - Razak Abalora, calciatore ghanese
- 1996 - Martina Arduino, danzatrice italiana
- 1996 - Dauda Bortu, calciatore liberiano
- 1996 - Michael Ciccarelli, ex snowboarder canadese
- 1996 - Charlie Colkett, calciatore inglese
- 1996 - Mikayla Cowling, cestista statunitense
- 1996 - Marcus Davenport, giocatore di football americano statunitense
- 1996 - Demetrius Flannigan-Fowles, giocatore di football americano statunitense
- 1996 - Ahmad Ghossoun, pugile siriano
- 1996 - Giulia Guerrini, attrice e cantante italiana
- 1996 - Elsadig Hassan, calciatore sudanese
- 1996 - Victoria Moroles, attrice statunitense
- 1996 - Dorian O'Daniel, giocatore di football americano statunitense
- 1996 - Jambaljamts Sainbayar, ciclista su strada mongolo
- 1996 - Montez Sweat, giocatore di football americano statunitense
- 1996 - Nicolai Vallys, calciatore danese
- 1996 - Ty'Son Williams, giocatore di football americano statunitense
- 1996 - Juwann Winfree, giocatore di football americano statunitense
- 1997 - Deandre Baker, giocatore di football americano statunitense
- 1997 - Isiah Brown, cestista statunitense
- 1997 - Giuseppe Carriero, calciatore italiano
- 1997 - Willis Furtado, calciatore capoverdiano
- 1997 - Gergely Siklósi, schermidore ungherese
- 1997 - Rui Gomes, calciatore portoghese
- 1997 - Niklas Kiel, ex cestista tedesco
- 1997 - Alfonso Plummer, cestista portoricano
- 1997 - Balázs Tóth, calciatore ungherese
- 1998 - Sophie Capewell, pistard britannica
- 1998 - Mateo Chiarini, cestista argentino
- 1998 - Toni Domgjoni, calciatore kosovaro
- 1998 - Sof'ja Fëdorova, ex snowboarder russa
- 1998 - Felix Groß, pistard e ciclista su strada tedesco
- 1998 - Brady Manek, cestista statunitense
- 1998 - Yussif Moussa, calciatore nigerino
- 1998 - Sylvanus Nimely, calciatore liberiano
- 1998 - Oleksandr Okipnjuk, sciatore freestyle ucraino
- 1998 - Yan Matheus Santos Souza, calciatore brasiliano
- 1999 - Marc Brustenga, ciclista su strada spagnolo
- 1999 - Yonis Farah, calciatore somalo
- 1999 - Frank Magri, calciatore camerunese
- 1999 - Tse Ka Wing, calciatore hongkonghese
- 2000 - Sofia Busato, ginnasta italiana
- 2000 - Donát Bárány, calciatore ungherese
- 2000 - Julio Cárdenas, pallavolista cubano
- 2000 - Peter Gwargis, calciatore svedese
- 2000 - Sergio Gómez Martín, calciatore spagnolo
- 2000 - Sebastián Francisco Ramírez, calciatore argentino
- 2000 - Ruby Stokes, attrice britannica
- 2000 - Mattia Viviani, calciatore italiano
- 2000 - Akil Watts, calciatore statunitense

## XXI secolo(24)
- 2001 - Talitha Bateman, attrice statunitense
- 2001 - Bryce Cabeldue, giocatore di football americano statunitense
- 2001 - Anna Elendt, nuotatrice tedesca
- 2001 - Helle Tuxen, tuffatrice norvegese
- 2001 - Froukje Veenstra, cantante e cantautrice olandese
- 2002 - Kallum Cesay, calciatore inglese
- 2002 - Jawad El Jemili, calciatore spagnolo
- 2002 - Jaylin Noel, giocatore di football americano statunitense
- 2002 - Zaid Qunbar, calciatore palestinese
- 2002 - Simon Seidl, calciatore austriaco
- 2002 - Riley Thomas Stewart, attore statunitense
- 2003 - Dávid Betlehem, nuotatore ungherese
- 2003 - Kennedy Blades, lottatrice statunitense
- 2003 - Pape Demba Diop, calciatore senegalese
- 2003 - Natalia Grace, personaggio televisivo statunitense
- 2003 - Ar'jany Martha, calciatore olandese
- 2003 - Tang Muhan, nuotatrice cinese
- 2003 - Jarace Walker, cestista statunitense
- 2004 - Hanna Faulhaber, sciatrice freestyle statunitense
- 2004 - Moutaz Neffati, calciatore svedese
- 2004 - Kōta Takai, calciatore giapponese
- 2004 - Ja'Kobe Walter, cestista statunitense
- 2005 - Santiago Lencina, calciatore argentino
- 2006 - Anna Pniowsky, attrice canadese

## Senza anno specificato(1)
- Donata Giachini, paroliera, giornalista e scrittrice italiana